# Région économique d'Aran centrale
La région économique d'Aran centrale est l'une des quatorze régions économiques de l'Azerbaïdjan. Elle comprend les raïons d'Agdach, Goytchay, Kurdamir, Mingachevir, Ucar, Yevlakh et Zardab.

## Histoire
La région économique a été créée par le décret du président de l'Azerbaïdjan du 7 juillet 2021 « sur la nouvelle division des régions économiques de la république d'Azerbaïdjan ».

## Géographie
La superficie totale de la région économique est de 6 572 km2, soit 7,6 % du territoire national. 

## Démographie
En 2021, la population est évaluée à 792 027, soit 7,8 % de la population du pays.